# Nii Ashie Kotey
Nii Ashie Kotey, né le 2 octobre 1953 à Osu, Accra (en) au Ghana, est un juge et un universitaire ghanéen. Il a été juge à la Cour suprême du Ghana du 3 octobre 2018 jusqu'à sa retraite le 28 juillet 2023.

## Nomination
Kotey a été nommée avec trois autres juges (Agnes Dordzie, Samuel Marful-Sau et Nene Amegatcher) par le président ghanéen Nana Akufo-Addo en 2018. Les trois organes de désignation, le Président de la Cour suprême du Ghana, le Procureur général du Ghana (en) et l'Association des avocats du Ghana l'ont recommandé avec les trois juges. Le Président de la Cour suprême de l'époque, Sophia Akuffo, a adressé une lettre au nom du Conseil judiciaire pour recommander les juges au Président. En mars 2018, le Président a consulté le Conseil d’État en demandant à son avocat tel que requis par la loi et a approuvé les nominations basées sur le conseil du Conseil. Les noms des juges ont été envoyés au Parlement et traduits devant le Comité du Parlement de la nomination le jeudi 23 août 2018. Il, avec les trois autres juges nommés, a été approuvé par le Parlement le 25 septembre 2018 et a juré en octobre 2018,,.

## Cour suprême
Depuis son ascension à la banque, Kotey a participé à un certain nombre de décisions importantes. Il s'agit notamment des cas emblématiques de Theophilus Donkor c. Le Procureur général (Cas de transition présidentielle), le maire Agbleze c. Procureur général & Commission électorale (Cas de création de nouvelles régions) et le Congrès national démocratique c. Procureur général & Commission électorale ; Mark Takyi-Banson Tribunal électoral.
D'autres cas notables auxquels il a participé sont les suivants : La République c. Haute Cour, Accra ; Procureur général ex parte (Exton Cubico, partie intéressée) (L'affaire de la concession de Bauxite), La République c. Haute Cour, Accra; Ex parte Gregory Afoko (La constitutionnalité de Fequh Prosequi).
Dans le domaine du droit privé, Kotey a pris un certain nombre de décisions importantes, dont Ecobank Ghana Limited v. Aluminium Industries Limited (Sur la distinction entre le tort de négligence et l'infraction négligente du contrat et les conséquences qui en découlent), Opanin Agyarkwa & Ors v. Folagin & Claors (Demande de vote présidentiel 2020).
Kotey participe également à plusieurs commissions. Il est le Président du Conseil d'administration de l'Institut de formation judiciaire, du Comité du stage et de l'Apego et du Comité des licences quinquennales. Il préside également le Comité d'examen indépendant du Conseil juridique général. Avant son ascension à la banque, Kotey avait passé plus de -cinq ans dans l'enseignement, la recherche, le conseil, la pratique juridique et l'administration supérieure.

## Académie et carrière

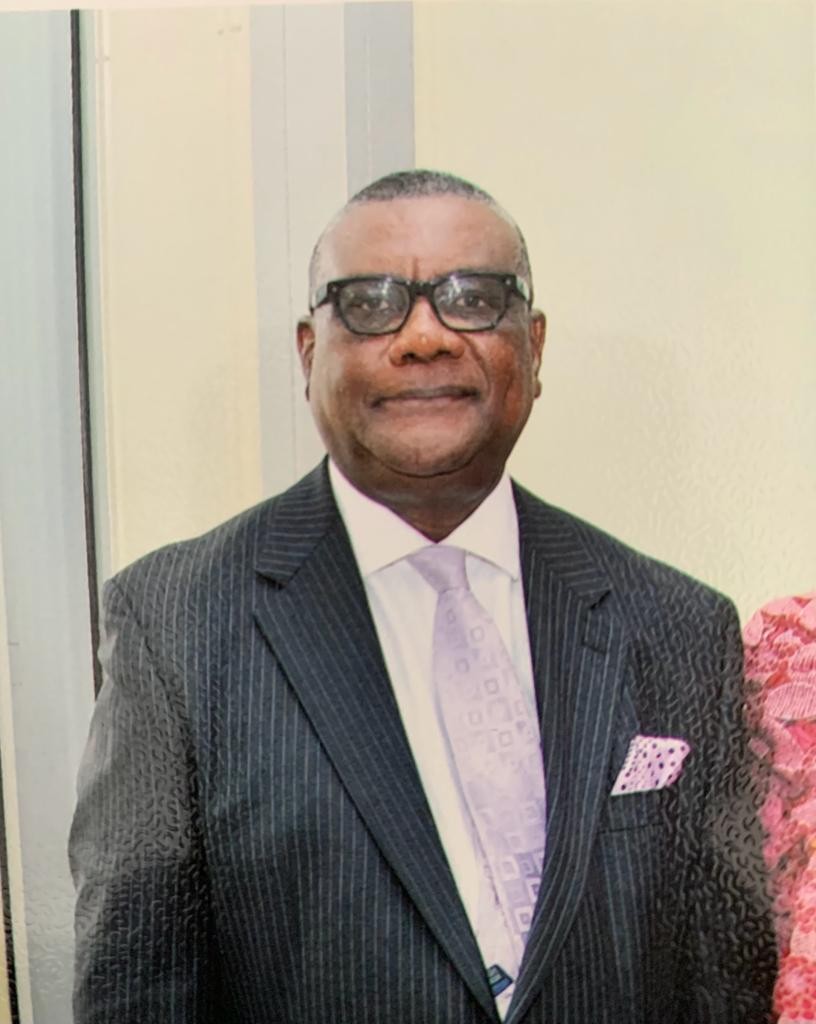

En tant qu'universitaire, l'expérience de Kotey était les ressources naturelles et le droit de l'environnement, le droit des droits de l'homme et le droit constitutionnel. Kotey est devenu professeur à l'Université du Ghana en 1981. Pendant qu'il était professeur à l'université, il a travaillé comme avocat et avocat à Azinyo Chambers de 1982 à 2000. Il a été doyen de la Faculté de droit de l'Université Stetson (en) de 2003 à 2007 et de 2005 à 2007 il a été directeur par intérim de l'École de droit du Ghana. Professeur invité à l'École de droit de Pritzker, Chicago, de mai à juin 2001, professeur invité aux droits de l'homme et à la démocratisation en Afrique du Centre pour les droits de l'homme de l'Université de Pretoria, de mars à avril 2001, professeur invité à l'Université de Queens, Belfast, Irlande du Nord, faculté du Royaume-Uni en mars 2000 et à Stden,,.
En 2007, conformément à sa ferme conviction que la recherche et la publication universitaires doivent se fonder sur des crayons pratiques d’expérience, il a demandé et a été nommé directeur exécutif de la Commission des forêts (Ghana) (en)  par le biais d’un processus compétitif. Avant cela, Kotey a travaillé en tant que consultant chez Kotey et Associates, une société d'avocats de 2000 à 2007.
En 2021, Nii Ashie Kotey a été juré par Rt. Professeur révérend Joseph Obiri Yeboah Mante, Chancelier du Collège universitaire presbytérien (en) (PUCG), qui est également Modérateur de l'Assemblée générale de l'Église presbytérienne du Ghana (PCG), en tant que Président du Conseil d'administration de 13 membres du Collège universitaire, occupe à ce jour un poste.

## Publications
Parmi ses articles et publications, voici quelques-uns remarquables :
2007 - Avec Bortei-Doku Aryeetey, et. a., Questions juridiques et institutionnelles dans la réforme de la politique agricole, ISSER Publication technique No. 74, ISSER, Université du Ghana, Legon.
2005 - Avec Dominic Ayine et. a. Soulevez le couvercle des contrats d'investissement étranger: Real Deal for Sustainable Development, Sustainable Markets Briefing Paper No. 1er septembre 2005, Institut international pour l’environnement et le développement (IIED), Londres.
2004 - Avec Ellen Bortei-Doku Aryeetey, Patrons domestiques et droits conjugaux à Akua Kuenyehia, (ed.) Women and Law in West Africa: Gender Relations in the Family - a West African Perspective. WaLWA, Accra. pp 71-80.
2003 - Avec Mark Owusu Yeboah, Peri-Urbanism, Land Relations and Women in Ghana. Accès à la justice Série No. 1, Accra, Ghana.
2002 - Acquisition obligatoire de terres au Ghana : la Constitution de 1992 ouvre de nouvelles perspectives ? à Toulon, C et. au paragraphe 1, point a), les termes «ou» sont remplacés par «ou». (eds. ) Dynamique de la détention des ressources en Afrique de l’Ouest. Oxford, James Curry/Heinemann. pp. 203-214.
2001 - Avec Kasim Kasanga. Land Management in Ghana : construire sur la tradition et la modernité. Institut international pour l'environnement et le développement (IIED), Londres.
2000 - La Constitution et la liberté des médias de 1992 à Karikari K. et Kumé, K (eds.) The Law and the Media in Ghana, School of Communication Studies, University of Ghana, Legon. pp. 30-49 1998 - Avec Dzodzi Tsikata. "Women and Land Rights in Ghana", In Akua Kuenyahia (ed.) Les femmes et le droit en Afrique de l'Ouest : analyse situationnelle de certaines questions clés qui touchent les femmes. WaLWA, Université du Ghana, Legon. pp 203-229
1998 - Kotey et. au paragraphe 1, point a), les termes « ou » sont remplacés par « ou» . Tomber en Lieu. Policy that Work for Forest and People Series No. 4, Institut international pour l'environnement et le développement (IIED), Londres.
1997 : Droits de l'homme et justice administrative au Ghana sous la quatrième République, à Costa, J-P et Canania G. (eds) Human Rights and Public Administration, Institut international des sciences administratives (IIAS), Bruxelles, p. 129-157.
1997 - Avec S. Bass, et. au paragraphe 1, point a), les termes « ou » sont remplacés par « ou ». Politiques affectant les forêts et les personnes : dix éléments qui fonctionnent (1997) Examen forestier du Commonwealth 76(3), 186.
1996 - Avec J. Mayers et. au paragraphe 1, point a), les termes «ou» sont remplacés par «ou». Incitations à la gestion durable des forêts : une étude au Ghana, IIED Forest and Land Use Series No. 6, Institut international pour l'environnement et le développement (IIED), Londres.
1996 - Avec J. Mayers. Local Institutions and Adaptive Forest Management in Ghana, IIED Forest and Land Use Series No. 7, Institut international pour l'environnement et le développement (IIED), Londres.
1995 - Land and Tree Tenure and Rural Development Forest in Northern Ghana, 91994-1995) 19 University of Ghana Law Journal, pp. 102-132.
1995 - La Cour suprême et la résolution des conflits dans la quatrième République, dans M. Ocquaye (ed.) Democracy and Conflict Resolution in Ghana, Accra, Goldtype Publications, pp. 276-309.
1994 - Avec C. Sargent, et. au paragraphe 1, point a), les termes «ou» sont remplacés par «ou». Incitations à la gestion durable des forêts tropicales du Ghana (1994) Commonwealth Forest Review 73 (3), pp. 155-163.
1985 - The African Charter on Human and People's Rights: An Expo, Analysis and Critique (1982-85) 16 University of Ghana Law Journal pp. 130-152

## La vie précoce et l’éducation
Nii Ashie Kotey est né le 2 octobre 1953 à Osu, une banlieue d'Accra. Il a commencé sa scolarité en 1959 à la Nouvelle École internationale du Ghana à Osu, Accra (en), mais a quitté en 1962 pour aller à l'École primaire presbytérienne à Ada Foah. En 1964, il s'est inscrit à l'École presbytérienne de milieu interné d'Osu. Il a suivi l'école secondaire supérieure St. Thomas Aquinas en 1966, où il a obtenu son certificat de niveau ordinaire ('O'-Level) en 1971. Il a continué à Lycée Apam (en) la même année pour son certificat de niveau avancé ('A'-Level) qu'il a reçu en 1973. En octobre 1973, il est entré à l'Université du Ghana pour étudier le droit au niveau du baccalauréat. Il a obtenu son diplôme en juin 1976 avec son baccalauréat en droit. Il s'est rendu au Royaume-Uni pour obtenir un diplôme de troisième cycle en droit (LL.M) obtenu à l'Université de Londres en 1977. Il a obtenu son doctorat de la même université en 1981 et est retourné au Ghana la même année pour s'inscrire à l'École de droit du Ghana à Accra. Il a terminé ses études en 1982 il a été appelé au barreau de cette même année ,.

## Vie personnelle
Nii Ashie Kotey est mariée à des enfants. Il est presbytérien et culte dans l'église presbytérienne Ebenezer, Osu.